# Живко Кулић
Живко Кулић (Медвеђа, 10. јун 1954) српски је универзитетски професор, правник, сатиричар и афористичар.

## Биографија
Рођен 1954. године у селу Врапцу, општина Медвеђа. Основну школу завршио у Сијаринској Бањи, а потом Гимназију "Милош Савковић" у Аранђеловцу. Дипломирао и докторирао на Правном факултету Универзитета у Београду. Магистарска теза и докторска дисертација из области Радног права. Положио правосудни испит.
Обављао правне и друге стручне и одговорне послове у привредним организацијама, органима локалне самоуправе и државним органима. Између осталог, био секретар скупштине општине Медвеђа, начелник полиције, народни посланик у Скупштини Републике Србије, помоћник генералног секретара Савезне владе СРЈ, проректор Универзитета, декан факултета и члан више управних одбора.
Од 2001. године ради као универзитетски професор. Предаје или је предавао Радно право, Индустријске односе (Колективно радно право), Службеничко право, Управљање људским ресурсима и Увод у право. Објавио преко двадесет уџбеника, монографија и књига из области радних и службеничких односа, управљања људским ресурсима и увода у право. Такође, објавио и пет практикума, четири коментара закона и више десетина научних и стручних радова из наведених области.
Члан више радних група за израду нацрта закона и других прописа из области радних односа, запошљавања и социјалне политике. Миритељ, односно арбитар у Републичкој агенцији за мирно решавање радних спорова. Учествовао у изради и реализацији више пројеката из области радних односа и у раду округлог стола правника, одржаног 31. октобра 2017. године у Палати „Србија“ у Београду, у оквиру унутрашњег дијалога о Косову и Метохији.
Члан Удружења књижевника Србије и председник Књижевног клуба Покрета трећег доба Србије. Пише афоризме, антипословице, епиграме, сатиричне приче и песме. Објавио десет књига афоризама и три збирке антипословица. Заступљен у бројним антологијама, енциклопедијама, прегледима и зборницима. Организатор или суорганизатор низа књижевних вечери у Културном центру Чукарица, кући Ђуре Јакшића, на Коларцу и другде. Награђиван и превођен.
Живи и ради у Београду. Има четворо деце и деветоро унучади.

## Уже научне области
1. Јавноправна ужа научна област;
2. Општа и теоријскоправна ужа научна област.

## Објављене књиге

### Уџбеници
1. Колективно радно право, први коаутор, 2021, Правни факултет за привреду и правосуђе, Нови Сад;
2. Радно право, треће измењено и допуњено издање, први коаутор, 2020, Правни факултет за привреду и правосуђе, Нови Сад;
3. Управљање људским ресурсима у туризму, први коаутор, 2017, Висока туристичка школа струковних студија, Београд;
4. Радно право, први коаутор, 2016, Правни факултет за привреду и правосуђе, Нови Сад;
5. Радно право, први коаутор, 2016, Завод за уџбенике, Београд;
6. Радно право, друго измењено и допуњено издање, 2015, Мегатренд универзитет, Београд;
7. Увод у право, први коаутор, 2015, Европски универзитет, Брчко;
8. Увод у право, 2010, Висока школа за криминалистику и безбедност, Ниш;
9. Индустријски односи (Колективно радно право), 2009, Мегатренд универзитет, Београд;
10. Службеничко право, 2009, Мегатренд универзитет, Београд;
11. Основи управљања људским ресурсима, коаутор, 2009, Мегатренд универзитет, Београд;
12. Радни односи у органима државне управе (електронско издање), први коаутор, 2009, Криминалистичко-полицијска академија, Београд;
13. Радно право, 2006, Мегатренд универзитет, Београд;
14. Увод у право, 2005, Мегатренд универзитет, Београд;
15. Индустријски односи (Општи део), 2002, Мегатренд универзитет, Београд;
16. Управљање људским ресурсима с организационим понашањем, 2002, Мегатренд универзитет, Београд.

### Монографије
1. Управљање људским потенцијалима у јавном сектору, први коаутор, Висока школа за менаџмент и економију Крагујевац, Центар за економска и финансијска истраживања Београд и Универзитет за пословне студије Бања Лука, Крагујевац, 2019, стр. 574 (( 978-86-88535-15-1; COBISS.SR-ID: 328429575);
2. Управљање материјалним ресурсима, први коаутор, New Look Entertainment, Београд, 2017, стр. 171 (( 978-86-6259-052-7; COBISS.SR-ID: 231164428);
3. Управљање људским и материјалним ресурсима (друго издање)[16], први коаутор, Криминалистичко-полицијска академија, Београд, 2014, стр. 320 ( 978-86-7020-224-5; COBISS.SR-ID: 194260236);
4. Организација и пословне комуникације, први коаутор, Висока школа примењених струковних студија, Врање, 2011, стр. 209 ( 978-86-6027-065-0; COBISS.SR-ID: 183008268).

### Остале (стручне) књиге
1. Наследно право (приручник), први коаутор, 2016, Универзитет "Џон Незбит", Београд;
2. Приручник за припремање стручних испита запослених у МУП РС, први коаутор, 2013, МУП РС и Криминалистичко-полицијска академија (електронско издање[17]), Београд;
3. Колективним уговором до достојанственог рада, први коаутор, 2013, Савез самосталних синдиката Србије, Београд;
4. Управљање људским потенцијалима, 2005, „Радничка штампа“, Београд;
5. Колективни радни спорови, 2001, „Радничка штампа“, Београд;
6. Трипартизам на прагу трећег миленијума, 1999, „Службени лист СРЈ“, Београд;
7. Радни спор, 1996, „Службени гласник РС“, Београд;

## Практикуми
1. Практикум из Радног права, први коаутор, 2018, Правни факултет за привреду и правосуђе, Универзитет Привредна академија, Нови Сад;
2. Практикум из Индустријских односа (Колективног радног права), први коаутор, 2016, Мегатренд универзитет, Београд;
3. Практикум из Наследног права, први коаутор, 2016, Универзитет "Џон Незбит", Београд;
4. Практикум из Увода у право, први коаутор, 2015, Мегатренд универзитет, Београд;
5. Практикум из Управљања људским ресурсима, први коаутор, 2015, Мегатренд универзитет, Београд.

## Коментари закона
1. Коментар Закона о безбедности и здрављу на раду, први коаутор, 2006, Гордиком, Београд;
2. Коментар Закона о раду, 2005, НИП Образовни информатор, Београд;
3. Коментар Закона о мирном решавању радних спорова, 2005, Радничка штампа, Београд;
4. Коментар Закона о социјално-економском савету, 2005, Радничка штампа, Београд.

## Научни и стручни радови
- Категорија М23 (рад у међународном часопису):

1. Influence of information communication technology on companies management, први коаутор, TTEM, journal in Vol. 8. No2. 2013, Сарајево, Босна и Херцеговина, 2013, страна 763 – 768;
2. Information technology impact on changes in company organizational structure, први коаутор, TTEM, journal in Vol. 8. No4. 2013,  Сарајево – Босна и Херцеговина 2013, страна 1612-1618;

- Категорија М24 (рад у часопису међународног значаја верификованог посебном одлуком):

1. Стилови и модели лидерства у политици, први коаутор, Српска политичка мисао, бр. 3/2014, стр. 149-164;
2. Субјекти и фактори политичког лидерства, први коаутор, Српска политичка мисао, Београд, бр. 4/2013, стр. 63-79.

- Категорија М33 (саопштење са међународног скупа штампано у целини):

1. Анализа посла као део активности у области управљања људским ресурсима, први коаутор, Зборник радова с међународног научног скупа, одржаног 14 и 15. јуна 2012. године, под називом: ”Менаџмент и сигурност”, Хрватско друштво инжењера сигурности и Висока школа за сигурност из Загреба, Чаковец, 2012, стр. 273 - 286;

- Категорија М42 (монографија националног значаја):

1. Управљање материјалним ресурсима, први коаутор, New Look Entertainment, уџбеник, Београд, 2017, 171 страна;
2. Управљање људским и материјалним ресурсима, први коаутор, Криминалистичко-полицијска академија, Београд, 2012, 320 страна;
3. Организација и пословне комуникације, први коаутор, Висока школа примењених струковних студија, Врање, 2011, 209 страна.

- Категорија М51 (рад у водећем часопису националног значаја):

1. Фактори управљања људским потенцијалима, први коаутор, Култура полиса, 17/2012, Нови Сад – Ниш, стр. 217 – 239;
2. Облици рада ван радног односа и самозапошљавање у Републици Србији, први коаутор, Безбједност, полиција, грађани, година VI, број 3-4/10, стр. 601-614;
3. Планирање као део активности у области управљања људским ресурсима, први коаутор, НБП – Наука, безбедност, полиција – Журнал за криминалистику и право, 2/2012, Београд, стр. 11 – 29;
4. Тржиште рада и колективно преговарање у Републици Србији, први коаутор, Зборник радова Правног факултета у Нишу, број 78/2018;
5. Неконвенционални методи одабира кандидата за упражњена радна места, Мегатренд ревија, 1/2005;
6. Право на колективно преговарање и демократска култура, Правни живот, 9-12/2003;
7. Колективно преговарање и циљеви социјалне правде, Правни живот, 10/2001;
8. Улога државе у колективном преговарању, Право и привреда, 5-8/1999;
9. Решавање радних спорова у поступку пред арбитражом, Правни живот, 11/1997;
10. Зашто нам треба омбудсман, Правни живот, 9/1995.

- Категорија М52 (рад у истакнутом националном часопису):

1. Посебни случајеви колективног преговарања, први коаутор, Радно и социјално право, број 1/2024;
2. Примена Директиве број 2002 - 14 ЕЗ о информисању и консултовању запослених у Републици Србији, први коаутор, Радно и социјално право, број 1/2023;
3. Примена Директиве број 2001 - 23 ЕЗ о заштити права запослених у случају статусних и других промена послодавца у Републици Србији, први коаутор, Радно и социјално право, број 1/2020;
4. Примена Директиве број 1998 – 59 ЕЗ о колективном отпуштању запослених у Републици Србији, први коаутор, Радно и социјално право, број 1/2019;
5. Положај оснивача у преговарању и закључивању колективног уговора, Радно и социјално право, број 1/2018;
6. Споразум о уређивању зараде, накнаде зараде и других примања запослених, први коаутор, Радно и социјално право, број 1/2017.

- Категорија М53 (рад у научном часопису):

1. Приступање колективном уговору, први коаутор, Радно и социјално право, број 1/2016, Београд, 2016, стр. 175-194;
2. Правне последице штрајка, први коаутор, Радно и социјално право, 1/2009;
3. Компетенције и недостаци у раду Социјално-економског савета Републике Србије, Радно и социјално право, 1-6/2004;
4. Колективно преговарање и хуманизација производних односа, Радно и социјално право, 1-3/2003;
5. Покушаји децентрализације колективног преговарања у Србији, Радно и социјално право, 4-7/2003;
6. Колективно преговарање и колективни радни спорови према Закону о раду Републике Србије, Радно и социјално право, 1-3/2002.

- Остали радови:

1. Чаробна моћ консултација, први коаутор, Синдикални повереник, 339-340/2009;
2. Сарадња цела из три дела, први коаутор, Синдикални повереник, 337-338/2009;
3. Атипични облици рада, Синдикални повереник, 3124/2008;
4. Животни циклус савремених предузећа, Права човека, 1–2 /2005;
5. Разнолика правила мирења, Синдикални повереник, 242-244/2005;
6. Правила о мирном решавању радних спорова (Примена Закона о раду, Зборник радова са саветовања), Образовни информатор, Београд, 2005;
7. Осврт на радну верзију Закона о штрајку (Зборник радова са саветовања, објављен под насловом: ”Право на колективни уговор и социјални дијалог”), Синдикат запослених у управи, правосуђу и друштвеним организацијама Србије, Златар, 2005;
8. Заштита трудница и породиља, Синдикални повереник, 247-248/2005;
9. Мирно решавање радних спорова у Републици Србији (Зборник радова са саветовања, објављен под насловом: ”Решавање вишкова запослених и остваривање права из осигурања”), Синдикат запослених у управи, правосуђу и друштвеним организацијама Србије, Пролом Бања, 2005;
10. Радноправна заштита жена у Републици Србији, Билтен ”Женска мрежа”, 1/2005;
11. Правила о миром решавању индивидуалних радних спорова, Београдски радник (Лист Савеза самосталних синдиката Београда), 185/2005;
12. Равноправност нивоа колективног преговарања, Економика, 1/2004;
13. Улога државе у индустријским односима, Економика, 1/2004;
14. Колективни радни спорови, Економика, 6/2001;
15. Појам, развој и значај трипартизма, Економика, 3-4/2000;
16. Омбудсман је потребан свима, Економика, 4/1996.

## Менторство
Био је ментор већем броју кандидата на постдипломским студијама. Члан бројних комисија за одбрану докторских дисертација, магистарских теза, специјалистичких радова, мастер радова и завршних радова, како на приватним, тако и на државним факултетима, односно универзитетима. Резултат досадашњег менторског рада, између осталог, су:
1. двадесетак одбрањених докторских дисертација (углавном из области Радног права, Службеничког права и Управљања људским ресурсима);
2. десетак одбрањених магистарских теза;
3. више десетина одбрањених мастер радова;
4. више десетина одбрањених завршних радова.

## Књижевна дела

### Збирке афоризама
1. „Власт царује, народ кладе ваља“, 2021, Алма, Београд;
2. „У оковима демократије“, 2019, Алма, Београд;
3. „Јуначење из мишије рупе“[18], 2018, Алма, Београд;
4. „Под будним оком демократије“[19], 2016, Алма, Београд;
5. „Прекомерна употреба демократије“, 2015, Алма, Београд;
6. „Незаштићени сведок“, 2013, Алма, Београд;
7. „Афоризми: избор“, 2013, Алма, Београд;
8. „У канџама демократије“, 2009, Алма, Београд;
9. „У кожи свога народа“, 2002, Радничка штампа, Београд;
10. „Ја сам тај“, 1987, Заједница књижевних клубова Србије, Београд.

### Збирке антипословица
1. „И ми коња за фрку имамо“, 2022, Алма, Београд;
2. „Није шија него врат“, 2020, Алма, Београд;
3. „Стари бисери у новом руху“, 2020, Алма, Београд.

### Сатиричне приче
1. „SCI листа“, 2016, Носорог, Бања Лука[20];
2. Један нула за мене и друге приче, 2013.

## Књижевне награде и признања
1. Диплома Жак Конфино Удружења „Лесковачког клуба читалаца“, за достигнућа у области сатире, Лесковац, новембар 2019;[21]
2. Високо признање „Насимиев завет“ Српске краљевске академије научника и уметника, за књижевни опус и афористичка достигнућа, Београд, март 2019;[22]
3. Велика награда Задужбине Родољуб Нићифоровић, за књижевно и укупно стваралаштво, Нови Пазар, октобар 2018.[23]